# La bella i la bèstia (pel·lícula de 2017)
La bella i la bèstia (títol original en anglès: Beauty and the Beast) és una pel·lícula de fantasia romàntica de 2017 dirigida per Bill Condon i escrita per Evan Spiliotopoulos i Stephen Chbosky. Es tracta d'una co-producció de Walt Disney Pictures i Mandeville Films, basada en el conte de fades del segle xviii homònim escrit per Jeanne-Marie Leprince de Beaumont, i la mateixa pel·lícula animada de Disney del 1991.
La pel·lícula compta amb un repartiment que inclou Emma Watson i Dan Stevens com a protagonistes principals, i amb Luke Evans, Kevin Kline, Josh Gad, Ewan McGregor, Stanley Tucci, Audra McDonald, Gugu Mbatha-Raw, Ian McKellen i Emma Thompson en papers de secundaris.
El rodatge es va portar a terme als Estudis Shepperton a Surrey (Anglaterra) el 18 de maig de 2015 i va acabar el 21 d'agost d'aquell any.

## Argument
A França, una bruixa o una fada disfressada d'una dona vella i captaire arriba a un ball de principiants i ofereix una rosa encantada a un príncep malcriat, egoista i consentit a canvi de poder refugiar-se d'una tempesta, però ell s'hi nega per la seva lletjor. Per la seva arrogància, la bruixa o fada el transforma en una bèstia i els seus servents en objectes inanimats, i també esborra el castell dels records dels vilatans. La bruixa o fada li dona a la bèstia un mirall màgic que mostra els esdeveniments llunyans. Per trencar l'encanteri, el príncep ha d'aprendre a estimar a una noia i guanyar el seu amor a canvi, abans que caigui l'últim pètal de la rosa encantada.
Anys després, al poble de Villeneuve, una dona jove i bonica anomenada Bella, viu amb el seu pare, artista i xapista, conegut com a Maurice. Gaston, un ex soldat i caçador cèlebre, busca la seva mà en matrimoni, però ella el rebutja per la seva arrogància i narcisisme. En un viatge al mercat per vendre caixes de música, Maurice i el seu cavall Philippe perden el seu camí en el bosc i són atacats per llops. Busquen refugi al castell, però Maurice és empresonat per la Bèstia com a penitència per prendre una rosa del jardí. La Bella, corre a buscar-los i pacta amb la Bèstia que sigui ella empresonada a canvi del seu pare.
La Bella s'endinsa en l'ala oest prohibit i troba la rosa. La bèstia, enfurismada, espanta la Bella a fugir cap al bosc. Allí es atacada per una rajada de llops, però la bèstia surt a la seva cerca i és ferida durant la baralla. La Bella l'assisteix i el cura al castell, on es fomenta una gran amistat. Els servents animats, li diuen que pot ser l'única que pot trencar la maledicció. A la bèstia li van creixent els sentiments per la Bella, la convida a menjar plegats i li permet l'accés a la seva biblioteca. Belle, però, no esta segura dels seus sentiments a causa del seu empresonament.
Mentrestant, Maurice torna a Villeneuve, però és incapaç de convèncer els vilatans per rescatar la Bella. Gaston es compromet a ajudar a Maurici a rescatar la Bella, però quan revela les seves veritables intencions, per casar-se amb la Bella, Maurice s'hi nega. Gaston el deixa al bosc malferit i a punt de morir. Maurice és rescatat per una ermitana, Agathe, però Gaston paga Monsieur D'Arque per enviar a Maurici manicomi de la ciutat.
Després de compartir un ball romàntic amb la Bèstia, la Bella descobreix la situació del seu pare utilitzant el mirall màgic. La bèstia permet que se'n vagi a cuidar a Maurici, donant-li el mirall perquè el recordi cada cop que pensi en ell. A Villeneuve, la Bella demostra que el seu pare no esta boig mitjançant la revelació de la bèstia al mirall. A l'adonar-se que la Bella li agrada la bèstia, Gaston vol enviar al manicomi el seu pare, i convenç els vilatans per a seguir-lo fins al castell per matar la bèstia. Maurice i la Bella escapen del seu confinament i la Bella marxa al castell.
Durant la lluita que segueix, Gaston traeix al seu company Lefou, qui fa costat als servents del castell per repel·lir als vilatans. Gaston ataca la bèstia a la seva torre. Inicialment ésta massa deprimida per contraatacar, però recupera la seva voluntat en veure la Bella novament. La bèstia és a punt de matar Gaston però respecta la seva vida abans de reunir-se amb la Bella. Gaston dispara però fatalment la bèstia a l'esquena abans que caigui fatalment de la torre. La bèstia mor amb l'última caiguda del pètal de la rosa encantada, mentre la Bella li professa el seu amor. Agathe es revela com la bruixa i fada bona i desfà la maledicció, retornant la vida a la rosa, i revivint a la bèstia amb la seva antiga forma humana. Es restauren també els records del vilatans i els criats restauren la seva forma humana. El príncep i la Bella ballen al saló del castell, on viuran feliçment per sempre mes.

## Repartiment
| Intèrpret       | Personatge |
| --------------- | ---------- |
| Emma Watson     | Bella      |
| Dan Stevens     | Bèstia     |
| Ewan McGregor   | Lumière    |
| Luke Evans      | Gaston     |
| Gugu Mbatha-Raw | Plumette   |
| Stanley Tucci   | Cadenza    |
| Emma Thompson   | Sra. Potts |
| Ian McKellen    | Cogsworth  |
| Kevin Kline     | Maurice    |
| Audra McDonald  | Garderobe  |

## Música
Quan va sortir la primera versió de la La bella i la bèstia el 1991, van marcar un punt d'inflexió per Walt Disney Pictures, captant a milions de fans amb la seva oscaritzada banda sonora confeccionada pel lletrista Howard Ashman i el compositor Alan Menken. Segons l'opinió de Bill Condon, aquella primera versió va ser la raó principal per la qual va acceptar dirigir una versió d'acció real de la pel·lícula. La versió animada ja era fosca i més moderna que els anteriors contes de fades de Disney. Amb aquest nou punt de partida, i amb l'adaptació de l'acció en un nou mitjà, va fer una reinvenció radical.
Condon no es ba basar inicialment en la inspiració de la pel·lícula original, sinó que també va preveure incloure la major part de les cançons Menken/Ashman del musical de Broadway, amb la intenció de fer la pel·lícula musical de gran pressupost. Menken va tornar a encarregar-se de la música de la pel·lícula, que inclou cançons de l'original que ell juntament amb Howard Ashman, van preparar, a més de nou material escrit juntament amb Tim Rice. Menken va dir que la pel·lícula no inclouria cançons que van ser escrites per al musical de Broadway i en el seu lloc, crearia quatre noves cançons. No obstant això, una versió instrumental de la cançó Home, que va ser escriat per al musical, s'utilitzà durant l'escena en la qual la Bella entra per primera vegada a la seva habitació al castell.
El 19 de gener de 2017, es va confirmar l'acord entre Disney i Celine Dion - cantant de l'original 1991 La Bella i de la cançó a duo amb la bèstia, amb el cantant Peabo Bryson - en el que es confirmava que Dion col·laboraria amb una de les noves cançons originals. A més, Josh Groban va anunciar que s'encarregaria de la nova cançó original Evermore el 26 de gener de 2017.
La pel·lícula 2017 compta amb una nova versió de la cançó original de La bella i la bèstia del 1991, gravada a duo per Ariana Grande i John Legend. Grande i Legend posen al dia la versió de duo de La bella i la bèstia, amb un títol fidel a l'original, i amb el qual Celine ha va guanyar el Grammy, juntament amb Peabo Bryson en el clàssic de Disney del 1991.
Emma Thompson també porta a terme una interpretació del tema principal de la La bella i la bèstia, que ja va protagonitzar Angela Lansbury en el llançament de la pel·lícula animada del 1991.
El 5 de març de 2017, Disney va estrenar el video musical de La bella i la bèstia, interpretat per Ariana Grande i John Legend, a la xarxa de televisió de Disney, i des de llavors ha aconseguit més de 30 milions de visites en el servei Vevo d'allotjament de vídeos.